# Nitrozamină

Structura generală a unei nitrozamine

Nitrozaminele alcătuiesc un grup de compuși organici care au formula structurală generală R1N(–R2)–N=O, ceea ce înseamnă că în structura lor se întâlnește o grupă nitrozo legată direct de o grupă funțională amină. Majoritatea nitrozaminelor sunt carcinogene, și sunt componente ale fumului de țigară. Un exemplu este dimetilnitrozamina, (CH3)2-N–N=O

## Obținere
În mediu de reacție acid, ionul azotit (nitrit) eliberează acid azotos (HNO2), care se poate protona, ceea ce conduce în final la formarea unui cation nitrozoniu N≡O+ și a unei molecule de apă:
H
2NO+
2 → H2O + NO+
Cationul nitrozoniu, având sarcină pozitivă, este o specie electrofilă, așadar poate reacționa cu o amină pentru a produce nitrozamina corespunzătoare:
NO+ + R1-NH-R2 → R1-N(-R2)-N=O + H+

## Proprietăți fizico-chimice
Modalitatea în care sunt substituiți radicalii R1 și R2 face să fie diferențe între nitrozamine în ceea ce privește proprietățile fizico-chimice. La temperatura obișnuită, nitrozaminele se prezintă sub formă lichidă, în cazul dimetilnitrozaminei sau sub formă solidă, în cazul dipropilnitrozaminei. Dialchilnitrozaminele sunt miscibile în apă dar și în numeroși solvenți organici (eter, alcool, cloroform, diclormetan și hexan), temperatura de fierbere este cuprinsă între 150–220°C, având o culoare galbenă sau verzuie-gălbuie.
Majoritatea nitrozaminelor se descompun relativ ușor la UV, rezultând amine secundare și acidul nitros. Nitrozaminele, datorită structurii lor chimice, pot participa la reacții chimice cum ar fi: hidroliza, reducerea, absorbție în UV la 245 și 330 nm.